# Bernhard Bürgler
Bernhard Bürgler SJ (* 1960 in Lienz, Osttirol) ist ein römisch-katholischer Priester, Jesuit, Psychotherapeut und bis Ende Juli 2024 erster Provinzial der zentraleuropäischen Jesuitenprovinz.

## Leben
Bürgler studierte in Innsbruck Religionspädagogik, war anschließend Mitarbeiter im deutschen Exerzitienhaus „Haus Gries“, trat 1991 in den Jesuitenorden ein und promovierte nach dem Noviziat in Theologie. Er ist ausgebildeter Psychotherapeut (Psychoanalyse).
Innerhalb des Ordens war er zunächst Spiritual im internationalen Priesterkolleg Canisianum in Innsbruck, Leiter des Exerzitienhauses „Haus Gries“, Bereichsleiter für Spiritualität und Exerzitien im Kardinal König Haus in Wien. 2014 folgte er Gernot Wisser SJ als Provinzial der Österreichischen Jesuiten.
Am 31. Juli 2020 ernannte ihn der Generalobere P. Arturo Sosa SJ zum ersten Provinzial der neuen Zentraleuropäischen Provinz, die seit 27. April 2021 als Zusammenschluss der bisherigen Provinzen Österreich, Deutschland, Litauen-Lettland und der Schweiz besteht.
Bernhard Bürgler ist älterer Bruder des Innsbrucker Bischofsvikars und zeitweiligen Diözesanadminstrators Jakob Bürgler. Am 31. Juli 2024 folgte ihm P. Thomas Hollweck als Provinzial nach.

## Schriften
Geradeaus und mit Liebe: P. Severin Leitner SJ – ein Lebens- und Glaubensbild / Bernhard Bürgler SJ, Franz Gmainer-Pranzl (Hg.) Innsbruck; Wien: Tyrolia-Verlag, 2016 ISBN 978-3-7022-3557-4